# Matías Tejela
Matías Tejela, né le 28 octobre 1982 à Madrid (Espagne), est un matador espagnol.

## Présentation

### Carrière
- Débuts en novillada avec picadors : 28 juillet 2000 à Vitoria-Gasteiz (Espagne, province d’alava) aux côtés de Francisco Javier Chacón et Sébastien Castella. Novillos de la ganadería de Martín Arranz et José Miguel Arroyo.
- Présentation à Madrid : 19 mars 2002 aux côtés de Reyes Mendoza et Sergio Aguilar. Novillos de la ganadería de Peñajara.
- Alternative : Valence le 15 mars 2003. Parrain, Dámaso González ; Témoin, « Joselito ».
- Confirmation d’alternative à Madrid : 14 mai 2003. Parrain, « Joselito » ; témoin, Fernando Robleño. Taureaux de la ganadería de El Ventorrillo.
- Confirmation d’alternative à Mexico : 23 janvier 2005. Parrain, « El Zotoluco » ; témoin, « El Juli ». Taureaux de la ganadería de San Martín.